# Light Me Up
| Recensione | Giudizio |
| ---------- | -------- |
| Allmusic   |          |
| Kerrang!   | 3/5      |

Light Me Up è l'album di debutto del gruppo rock statunitense The Pretty Reckless, pubblicato il 27 agosto 2010 dall'etichetta discografica Interscope Records.

## Il disco
Il processo di registrazione dell'album è iniziato nel 2008 quando Taylor Momsen incontrò il produttore Kato Khandwala e il chitarrista ed autore Ben Philips. A metà del 2009 hanno sentito di aver trovato un suono originale. Due mesi prima della realizzazione dell'album il gruppo ha pubblicato l'EP omonimo, contenente quattro brani che sarebbero dovuti comparire nel loro prossimo lavoro. Solo il brano Zombie non è stato inizialmente pubblicato, solo dopo è apparso nell'edizione del Nord America e Sud America.
L'album ha ricevuto una critica positiva da Leah Beresford di Blare Magazine, valutandolo con quattro stelle su cinque e affermando che "considerando il testo delle canzoni, Light Me Up descrive gli alti e i bassi dell'esistenza di chiunque, come ad esempio l'essere coraggioso e potente, oppure il provare dolore".
Nel 2018 l'album viene certificato disco d'oro in Regno Unito.

## Tracce
Testi e musiche di Taylor Momsen, Kato Khandwala e Ben Phillips.
1. My Medicine – 3:14
2. Since You're Gone – 2:41
3. Make Me Wanna Die – 3:54
4. Light Me Up – 3:27
5. Just Tonight – 2:48
6. Miss Nothing – 3:13
7. Goin' Down – 3:35
8. Nothing Left to Lose – 4:11
9. Factory Girl – 3:31
10. You – 3:32

Tracce bonus nell'edizione britannica su iTunes
1. Far from Never – 3:36
2. Everybody Wants Something from Me – 3:35
3. Make Me Wanna Die (Video) – 3:55
4. Miss Nothing (Video) – 3:13

Tracce bonus dell'edizione giapponese
1. Zombie – 3:09
2. Make Me Wanna Die (Acoustic Version) – 3:33
3. Far from Never – 3:36

Edizione nord e sud americana
1. My Medicine – 3:14
2. Since You're Gone – 2:41
3. Make Me Wanna Die – 3:54
4. Light Me Up – 3:27
5. Zombie – 3:08
6. Just Tonight – 2:48
7. Miss Nothing – 3:13
8. Goin' Down – 3:35
9. Nothing Left to Lose – 4:11
10. You – 3:32
11. Factory Girl – 3:31

## Formazione
Hanno partecipato alle registrazioni, secondo le note dell'album:
The Pretty Reckless
- Taylor Momsen – voce
- Ben Phillips – chitarra, cori
- Jamie Perkins – batteria, percussioni

Altri musicisti
- Kato Khandwala – chitarra, basso, percussioni, arrangiamenti archi
- John Bender – cori tranne traccia 1
- Dave Eggar – violoncello nelle tracce 3 e 10
- John Dinklage – violino nelle tracce 3 e 10

Tecnici
- Kato Khandwala – produttore, missaggio, ingegneria
- Michael "Mitch" Milan – assistente ingegneria
- James Frazee – assistente ingegneria
- Dan Korneff – missaggio traccia 3

## Classifiche
| Classifica (2010/2011) | Posizione massima |
| ---------------------- | ----------------- |
| Australia              | 71                |
| Francia                | 167               |
| Irlanda                | 18                |
| Regno Unito            | 6                 |
| Stati Uniti            | 65                |